# Роб Зомби
Робърт Къмингс по-известен като Роб Зомби (на английски: Rob Zombie) е американски музикант, режисьор и сценарист. Роден е на 12 януари 1965 година в Хейвърхил, Масачузетс. Известен е с имиджа си на един от най-страховитите хевиметъл и индъстриъл солисти, познати на музикалната сцена. Освен с музика Роб Зомби се занимава и с режисура на филми на ужасите.
През 1985 той сформира групата White Zombie, която със своя подход става една от най-значителните хевиметъл групи през 90-те, успели да продадат 10 млн. копия от албумите си. Дебюта си като самостоятелен изпълнител прави през 1998 г. През соловата си кариера Роб е продал над 15 милиона копия от албумите си.

## Личен живот
От ранна възраст Роб и по-малкият му брат Майкъл Къмингс се увличат от смесица между класически филми с чудовища, професионална борба, комикси и кървави филми. И двамата се интересуват от дизайн, но Майкъл бързо напуска арт училището, тъй като музиката го привлича повече.
Роб Зомби е стар фен на The Ramones, Мисгистс, шок-рокера Алис Купър, британските хевиметъл пионери Блек Сабат, Джудас Прийст и много други. Тези изпълнители продължава да са негово основно музикално влияние и днес.
Майкъл Кънингс е вокалист на Powerman 5000 под името Spider One.
На 31 октомври 2002 Роб се жени за дългогодишната си приятелка Шери Муун, след тринадесетгодишна връзка.

## Солова кариера
Соловата кариера на Роб започва през 1996, когато Зомби работи с един от идолите си Алис Купър. Заедно записват песента „Hands of Death (Burn Baby Burn)“, която намира място в саундтрака към „Досиетата Х“ (X-Files). Песента е номинирана за Грами за „Най-добро метъл изпълнение“ същата година.
Изпълнителят продължава да израства. Той не се ограничава само с White Zombie. През 1998 създава свой лайбъл Zombie-A-Go-Go. Освен това той наставлява и групата на по-малкия си брат Powerman 5000.

## Дискография
- Hellbilly Deluxe (1998) (3x платинен в САЩ)
- American Made Music to Strip By (1999)
- The Sininter Urge (2001) (платинен статус в САЩ)
- Educated Horses (2006)
- Hellbilly Deluxe 2 (2010)

## Филмография
| Година | Филм                                                 |
| ------ | ---------------------------------------------------- |
| 2003   | Къщата на 1000-те Трупа                              |
| 2005   | Отхвърлени от Дявола                                 |
| 2007   | Върколакът от СС (късометражен)                      |
| 2007   | Хелоуин                                              |
| 2008   | The Haunted World of El Superbeasto (само продуцент) |
| 2008   | Tyrannosaurus Rex                                    |
| 2009   | Хелоуин 2                                            |